# Maxime Valet
Maxime Valet, né le 18 mai 1987 à Toulouse, est un escrimeur handisport français.

## Biographie
Interne en médecine, il est paraplégique depuis une chute dans un trou aux abords d'un chantier en 2009.
Il remporte aux Jeux paralympiques d'été de 2016 la médaille de bronze lors de l'épreuve individuelle de fleuret catégorie B. De plus il remporte la médaille de bronze en équipe aux Jeux paralympiques d'été de 2020 à Tokyo ainsi qu'aux Jeux paralympiques d'été de 2024 à Paris

## Distinctions
- Chevalier de l'ordre national du Mérite le 1er décembre 2016[4]

## Jeux paralympiques d'été
| Année | Lieu  | Place | Épreuve            |
| ----- | ----- | ----- | ------------------ |
| 2016  | Rio   | 3e    | Fleuret individuel |
| 2016  | Rio   | 3e    | Fleuret par équipe |
| 2021  | Tokyo | 3e    | Fleuret par équipe |
| 2024  | Paris | 3e    | Fleuret par équipe |

## Championnats du Monde handisport
| Année | Lieu     | Place | Épreuve              |
| ----- | -------- | ----- | -------------------- |
| 2011  | Catane   | 3e    | Fleuret - individuel |
| 2013  | Budapest | 3e    | Epée - individuel    |
| 2013  | Budapest | 5e    | Epée - équipe        |
| 2013  | Budapest | 5e    | Fleuret - équipe     |
| 2013  | Budapest | 7e    | Fleuret - individuel |
| 2015  | Eger     | 1re   | Fleuret - équipe     |
| 2015  | Eger     | 7e    | Sabre - équipe       |
| 2015  | Eger     | 10e   | Fleuret - individuel |
| 2015  | Eger     | 12e   | Sabre - individuel   |
| 2017  | Rome     | 3e    | Fleuret - individuel |
| 2017  | Rome     | 4e    | Fleuret - équipe     |
| 2017  | Rome     | 7e    | Sabre - individuel   |
| 2019  | Cheongju | 6e    | Fleuret - individuel |
| 2019  | Cheongju | 7e    | Fleuret - équipe     |
| 2019  | Cheongju | 6e    | Sabre - individuel   |

## Championnats d'Europe handisport
| Année | Lieu       | Place | Épreuve              |
| ----- | ---------- | ----- | -------------------- |
| 2011  | Sheffield  | 1re   | Epée - équipe        |
| 2011  | Sheffield  | 2e    | Epée - individuel    |
| 2014  | Strasbourg | 3e    | Fleuret - individuel |
| 2014  | Strasbourg | 3e    | Fleuret - équipe     |
| 2016  | Turin      | 1re   | Fleuret - individuel |
| 2016  | Turin      | 4e    | Fleuret - équipe     |
| 2016  | Turin      | 14e   | Sabre - individuel   |
| 2018  | Terni      | 6e    | Fleuret - individuel |
| 2018  | Terni      | 2e    | Fleuret - équipe     |
| 2018  | Terni      | 3e    | Sabre - individuel   |
| 2024  | Paris      |       |                      |
| 2024  | Paris      | 2e    | Fleuret - individuel |
| 2024  | Paris      | 3e    | Fleuret - équipe     |
| 2024  | Paris      | 2e    | Sabre - individuel   |
| 2024  | Paris      | 2e    | Sabre - équipe       |